# Prix annuel du Ministère de la Culture et du Patrimoine national
Le prix annuel du ministre de la Culture et du Patrimoine national est un prix culturel décerné depuis 1997 par le ministre de la Culture et du Patrimoine national polonais aux artistes, créateurs et animateurs culturels polonais.

## Lauréats

### 2010
| Catégorie                                        | Lauréat                   |
| ------------------------------------------------ | ------------------------- |
| Musique                                          | Piotr Anderszewski        |
| Musique                                          | Aleksandra Kurzak         |
| Arts visuels                                     | Paweł Althamer            |
| Littérature                                      | Andrzej Bart              |
| Animation/diffusion de la culture                | Maria Poprzęcka           |
| Théâtre                                          | Krzysztof Warlikowski     |
| Théâtre                                          | Grzegorz Jarzyna          |
| Cinéma                                           | Robert Więckiewicz        |
| Cinéma                                           | Bartosz Konopka           |
| Cinéma                                           | Borys Lankosz             |
| Cinéma                                           | Agata Buzek               |
| Œuvre de toute une vie                           | Tadeusz Konwicki          |
| Œuvre de toute une vie                           | Tomasz Stańko             |
| Prix d'honneur                                   | Narodowe Centrum Kultury  |
| Distinctions sous forme de diplômes ministériels | Janusz Anderman           |
| Distinctions sous forme de diplômes ministériels | Kamila Drecka             |
| Distinctions sous forme de diplômes ministériels | Katarzyna Kolenda-Zaleska |

### 2011
| Catégorie                                        | Lauréat                                                                 |
| ------------------------------------------------ | ----------------------------------------------------------------------- |
| Littérature                                      | Andrzej Stasiuk                                                         |
| Musique                                          | Grażyna Auguścik                                                        |
| Musique                                          | Katarzyna Nosowska                                                      |
| Musique                                          | Olga Pasiecznik                                                         |
| Musique                                          | Aga Zaryan                                                              |
| Arts visuels                                     | Katarzyna Kozyra                                                        |
| Arts visuels                                     | Robert Kuśmirowski                                                      |
| Théâtre                                          | Andrzej Chyra                                                           |
| Cinéma                                           | Marek Lechki                                                            |
| Cinéma                                           | Marcin Wrona                                                            |
| Architecture                                     | Robert Konieczny                                                        |
| Animation/diffusion de la culture                | Piotr Mysłakowski                                                       |
| Œuvre de toute une vie                           | Michał Bristiger                                                        |
| Œuvre de toute une vie                           | Stefan Gierowski                                                        |
| Prix d'honneur                                   | Sinfonia Varsovia                                                       |
| Prix d'honneur                                   | Stowarzyszenie Nowe Horyzonty                                           |
| Institution dans la catégorie Mécène de l'année  | Bank Pekao                                                              |
| Distinctions sous forme de diplômes ministériels | Towarzystwo Ratowania Dziedzictwa Kulturowego Kresów Dawnych i Obecnych |
| Distinctions sous forme de diplômes ministériels | Fiat Auto Poland                                                        |
| Distinctions sous forme de diplômes ministériels | Fundacja Sztuki Polskiej ING                                            |

### 2012
| Catégorie                         | Lauréat                               |
| --------------------------------- | ------------------------------------- |
| Théâtre                           | Paweł Łysak                           |
| Cinéma                            | Agata Kulesza                         |
| Cinéma                            | Wojciech Smarzowski                   |
| Musique                           | Jan Ptaszyn Wróblewski                |
| Littérature                       | Stanisław Barańczak                   |
| Arts visuels                      | Anda Rottenberg                       |
| Art populaire                     | Fundacja Braci Pawła i Łukasza Golców |
| Art populaire                     | Kapela ze Wsi Warszawa                |
| Diffusion/animation de la culture | Marek Niedźwiecki                     |
| La culture sur Internet           | Hirek Wrona i Kinga Jakubowska        |
| Prix d'honneur                    | portal legalnakultura.pl              |
| Œuvre de toute une vie            | Ewa Demarczyk                         |

### 2013
| Catégorie                  | Lauréat                         |
| -------------------------- | ------------------------------- |
| Théâtre                    | Maja Kleczewska                 |
| Cinéma                     | Marcin Dorociński               |
| Musique                    | Piotr Beczała                   |
| Littérature                | Andrzej Franaszek               |
| Arts visuels               | Goshka Macuga                   |
| Art populaire              | Jan Gaca                        |
| Conservation du patrimoine | Fundacja Archeologia Fotografii |
| Photographie               | Anna Bedyńska                   |
| Diffusion de la culture    | Marek Gaszyński                 |
| Mécène de la culture       | Jan Kulczyk                     |
| Œuvre de toute une vie     | Jan Kobuszewski                 |

### 2014
| Catégorie                  | Lauréat                                               |
| -------------------------- | ----------------------------------------------------- |
| Théâtre                    | Stanisława Celińska                                   |
| Théâtre                    | Teatr Narodowy w Warszawie – nagroda honorowa         |
| Cinéma                     | Agnieszka Grochowska                                  |
| Cinéma                     | Paweł Pawlikowski                                     |
| Musique                    | Marek Moś z orkiestrą AUKSO                           |
| Littérature                | Wiesław Myśliwski                                     |
| Arts visuels               | Krzysztof Gierałtowski                                |
| Art populaire              | Jan Karpiel-Bułecka                                   |
| Conservation du patrimoine | Zofia Gołubiew – nagroda honorowa                     |
| Conservation du patrimoine | Paweł Jaskanis – nagroda honorowa                     |
| Diffusion de la culture    | Jadwiga Mackiewicz                                    |
| Diffusion de la culture    | Miesięcznik „Architecture” – nagroda honorowa         |
| Danse                      | Krzysztof Pastor                                      |
| Œuvre de toute une vie     | Wojciech Młynarski                                    |
| Mécène de la culture       | Klub Mecenasów Muzeum Łazienki Królewskie w Warszawie |
| La culture sur Internet    | serwis lubimyczytac.pl                                |
| Prix spécial               | Julia Kijowska                                        |

### 2015
| Catégorie                  | Lauréat                |
| -------------------------- | ---------------------- |
| Théâtre                    | Michał Zadara          |
| Théâtre                    | Krzysztof Globisz      |
| Cinéma                     | Tomasz Kot             |
| Musique                    | Jacek Kaspszyk         |
| Littérature                | Olga Tokarczuk         |
| Arts visuels               | Zbigniew Warpechowski  |
| Art populaire              | Janusz Prusinowski     |
| Diffusion de la culture    | Michał Nogaś           |
| Danse                      | Ewa Wycichowska        |
| Conservation du patrimoine | Maria Kałamajska-Saeed |
| Œuvre de toute une vie     | Adam Zagajewski        |
| Mécène de la culture       | Orange Polska          |
| Mécène de la culture       | Wojciech Pawłowski     |

### 2016
| Catégorie                                         | Lauréat                           |
| ------------------------------------------------- | --------------------------------- |
| Théâtre                                           | Antoni Libera                     |
| Cinéma                                            | Tomasz Bagiński                   |
| Cinéma                                            | Lech Majewski                     |
| Musique                                           | Ewa Michnik                       |
| Musique                                           | Włodzimierz Pawlik                |
| Littérature                                       | Jan Polkowski                     |
| Arts visuels                                      | Teresa Murak                      |
| Danse                                             | Jacek Przybyłowicz                |
| Art populaire                                     | Józef Broda                       |
| Protection du patrimoine national                 | Eugenia Maresch                   |
| Diffusion/animation de la culture                 | Fundacja Jutropera w Warszawie    |
| Éducation artistique                              | Stefan Wojtas                     |
| Culture numérique                                 | „This War of Mine” 11 bit studios |
| Architecture                                      | Tomasz Konior                     |
| Œuvre de toute une vie                            | Andrzej Dobosz                    |
| Œuvre de toute une vie                            | Jerzy Kalina                      |
| Œuvre de toute une vie                            | Jarosław Marek Rymkiewicz         |
| Prix Tomasz Merta "Entre littérature et histoire" | Andrzej Nowak                     |
| Mécène de la culture 2016                         | Ceramika Paradyż                  |

### 2017
| Catégorie                                         | Lauréat                               |
| ------------------------------------------------- | ------------------------------------- |
| Théâtre                                           | Halina Łabonarska                     |
| Cinéma                                            | Maciej Drygas                         |
| Musique                                           | Artur Ruciński                        |
| Musique                                           | Dariusz „Maleo” Malejonek             |
| Musique                                           | Małgorzata Walewska                   |
| Littérature                                       | Ernest Bryll                          |
| Arts visuels                                      | Radosław Szlaga                       |
| Architecture                                      | Bolesław Stelmach                     |
| Danse                                             | Bożena Kociołkowska                   |
| Art populaire                                     | Czesława Kaczyńska                    |
| Éducation artistique                              | Jan Ballarin                          |
| Culture numérique                                 | Jakub Marszałkowski                   |
| Culture numérique                                 | Tomasz Kobierski                      |
| Culture numérique                                 | Łukasz Wołonkiewicz                   |
| Culture numérique                                 | Dariusz Wawrzyniak                    |
| Diffusion de la culture                           | Stowarzyszenie Bibliotekarzy Polskich |
| Protection du patrimoine culturel                 | Izabella Galicka                      |
| Protection du patrimoine culturel à l'étranger    | Stanisław A. Morawski                 |
| Prix Tomasz Merta "Entre littérature et histoire" | Przemysław Dakowicz                   |
| Mécène de la culture                              | Tadeusz Mysłowski                     |
| Œuvre de toute une vie                            | Jan Pietrzak                          |

### 2018
| Catégorie                                          | Lauréat                         |
| -------------------------------------------------- | ------------------------------- |
| Théâtre                                            | Wiesław Komasa                  |
| Cinéma                                             | Marian Dziędziel                |
| Musique                                            | Ryszard Peryt                   |
| Littérature                                        | Bronisław Wildstein             |
| Littérature                                        | Elżbieta Cherezińska            |
| Arts visuels                                       | Piotr Bernatowicz               |
| Danse                                              | Jacek Łumiński                  |
| Art populaire                                      | Marta Walczak-Stasiowska        |
| Protection du patrimoine culturel                  | Andrzej Szczerski               |
| Protection du patrimoine culturel                  | Historia Bez Cenzury            |
| Protection du patrimoine culturel à l'étranger     | Alicja Klimaszewska             |
| Protection du patrimoine culturel à l'étranger     | C.Pierre Zaleski                |
| Diffusion de la culture                            | Alicja Helman                   |
| Diffusion de la culture                            | Emilian Kamiński                |
| Éducation artistique                               | Katarzyna Popowa-Zydroń         |
| Culture numérique                                  | Jakub Różalski                  |
| Architecture                                       | Piotr Lewicki i Kazimierz Łatak |
| Prix Tadeusz Merta "Entre histoire et littérature" | Bohdan Urbankowski              |
| Prix spécial                                       | Ireneusz Bruski                 |
| Mécène de la culture                               | PKN ORLEN (live)                |

### 2019
| Catégorie                                         | Lauréat                                     |
| ------------------------------------------------- | ------------------------------------------- |
| Théâtre                                           | Piotr Tomaszuk                              |
| Cinéma                                            | Robert Kaczmarek                            |
| Musique                                           | Sławomir Łosowski                           |
| Musique                                           | Agata Zubel                                 |
| Musique                                           | Piotr Moss                                  |
| Littérature                                       | Janusz Szuber                               |
| Arts visuels                                      | Janusz Kapusta                              |
| Danse                                             | Wiesław Dudek                               |
| Art populaire                                     | Adam Strug                                  |
| Protection du patrimoine culturel                 | Związek Podhalan                            |
| Protection du patrimoine culturel                 | Monika Krawczyk                             |
| Protection du patrimoine culturel à l'étranger    | Janusz Smaza                                |
| Protection du patrimoine culturel à l'étranger    | Jakub Kumoch                                |
| Diffusion de la culture                           | Łukasz Kossowski i Irena Dżurkowa-Kossowska |
| Diffusion de la culture                           | Lech Śliwonik                               |
| Éducation artistique                              | Andrzej Jasiński                            |
| Culture numérique                                 | Tomasz Dobosz i Mariusz Laszuk              |
| Œuvre de toute une vie                            | Franciszek Pieczka                          |
| Œuvre de toute une vie                            | Barbara Krafftówna                          |
| Architecture                                      | Roger Scruton                               |
| Design                                            | Michał Piernikowski                         |
| Prix Tomasz Merta "Entre littérature et histoire" | Jacek Kowalski                              |
| Mécène de la culture                              | Grupa PZU                                   |
| Mécène de la culture                              | Witold Konieczny i Roman Kruszewski         |

### 2020
| Catégorie                                      | Lauréat                                       |
| ---------------------------------------------- | --------------------------------------------- |
| Théâtre                                        | Leszek Mądzik                                 |
| Cinéma                                         | Maria Dłużewska                               |
| Musique                                        | Milo Kurtis                                   |
| Musique                                        | Michał Lorenc                                 |
| Danse                                          | Romana Agnel                                  |
| Œuvre de toute une vie                         | Katarzyna Łaniewska                           |
| Œuvre de toute une vie                         | Kazimierz Kord                                |
| Œuvre de toute une vie                         | Wiesław Gołas                                 |
| Arts visuels                                   | Jacek Adamas                                  |
| Diffusion de la culture                        | Elżbieta Stanisława Alicja Janowska-Moniuszko |
| Protection du patrimoine culturel              | Bogumiła Rouba                                |
| Protection du patrimoine culturel              | Zbigniew Wawer                                |
| Protection du patrimoine national              | BohaterOn (Fundacja SENSORIA/Fundacja ROSA)   |
| Protection du patrimoine culturel à l'étranger | Biblioteka Narodowa (nagroda honorowa)        |
| Protection du patrimoine culturel à l'étranger | Joanna Borysiak                               |
| Protection du patrimoine culturel à l'étranger | Dorota Fortuna                                |
| Protection du patrimoine culturel à l'étranger | Jerzy Piórecki                                |
| Littérature                                    | Wojciech Wencel                               |
| Éducation artistique                           | Agata Sapiecha                                |
| Art populaire                                  | Ryszard Rabeszko                              |
| Design                                         | Bartosz Piotrowski                            |
| Mécène de la culture – nagroda honorowa        | Łódzka Specjalna Strefa Ekonomiczna           |
| Nagroda im. Tomasza Merty                      | Wojciech Roszkowski                           |

### 2021
| Catégorie                                         | Lauréat                                          |
| ------------------------------------------------- | ------------------------------------------------ |
| Théâtre                                           | Jarosław Gajewski                                |
| Théâtre                                           | Ewa Dałkowska                                    |
| Cinéma                                            | Arkadiusz Gołębiewski                            |
| Littérature                                       | Krzysztof Masłoń                                 |
| Littérature                                       | Wojciech Stanisławski                            |
| Arts visuels                                      | Ludwika Ogorzelec                                |
| Architecture                                      | Witold Cęckiewicz                                |
| Danse                                             | Ryszard Kalinowski                               |
| Art populaire                                     | Edmund Zieliński                                 |
| Éducation artistique                              | Urszula Kryger                                   |
| Éducation artistique                              | Bartosz Bryła                                    |
| Culture numérique                                 | Stowarzyszenie Sportów Elektronicznych z Katowic |
| Diffusion de la culture                           | Zofia Chechlińska                                |
| Diffusion de la culture                           | Teresa Chylińska                                 |
| Diffusion de la culture                           | Irena Poniatowska                                |
| Musique                                           | Piotr Paleczny                                   |
| Musique                                           | Konstanty Andrzej Kulka                          |
| Protection du patrimoine culturel                 | Wit Wojtowicz                                    |
| Protection du patrimoine culturel                 | Jacenty Matysiak                                 |
| Protection du patrimoine culturel à l'étranger    | Stowarzyszenie Rodzina Ponarska                  |
| Design                                            | Dorota Kabała                                    |
| Prix Tomasz Merta "Entre littérature et histoire" | Piotr Semka                                      |
| Mécène de la culture                              | Polskie Górnictwo Naftowe i Gazownictwo SA       |
| Œuvre de toute une vie                            | Lidia Grychtołówna                               |
| Œuvre de toute une vie                            | Jerzy Maksymiuk                                  |

### 2022
| Catégorie                                         | Lauréat                |
| ------------------------------------------------- | ---------------------- |
| Théâtre                                           | Ewa Błaszczyk          |
| Cinéma                                            | Rafał Geremek          |
| Architecture                                      | Krzysztof Ingarden     |
| Littérature                                       | Wojciech Kudyba        |
| Danse                                             | Aleksandra Dziurosz    |
| Art populaire                                     | Zbigniew Wałach        |
| Art populaire                                     | Witold Kuczyński       |
| Éducation artistique                              | Paweł Zawadzki         |
| Restitution des œuvres perdues                    | Anna Lewandowska       |
| Prix Tomasz Merta "Entre littérature et histoire" | Marek Cichocki         |
| Musique                                           | Anna Radziejewska      |
| Diffusion de la culture                           | Waldemar Malicki       |
| Diffusion de la culture                           | Piotr Gociek           |
| Culture numérique                                 | Fundacja Game Music    |
| Protection du patrimoine national                 | Krzysztof Pawłowski    |
| Protection du patrimoine national                 | Romuald Rzeszutek      |
| Protection du patrimoine culturel à l'étranger    | Piotr Niemcewicz       |
| Design                                            | Władysław Pluta        |
| Mécène de la culture                              | KGHM Polska Miedź S.A. |
| Arts visuels                                      | Jarosław Modzelewski   |
| Œuvre de toute une vie                            | Krzysztof Jakowicz     |
| Œuvre de toute une vie                            | Leszek Długosz         |

### 2023
| Catégorie                                                    | Lauréat                 |
| ------------------------------------------------------------ | ----------------------- |
| Littérature                                                  | Andrzej Sapkowski       |
| Théâtre                                                      | Andrzej Mastalerz       |
| Cinéma                                                       | Dorota Kobiela-Welchman |
| Culture numérique                                            | Miłosz Lodowski         |
| Arts visuels                                                 | Ignacy Czwartos         |
| Art populaire                                                | Zdzisław Marczuk        |
| Diffusion de la culture                                      | Gołda Tencer            |
| Diffusion de la culture                                      | Janusz Knap             |
| Danse                                                        | Henryk Konwiński        |
| Musique                                                      | Janusz Wawrowski        |
| Éducation artistique                                         | Elżbieta Tarnawska      |
| Restitution des œuvres perdues                               | Marta Bienias           |
| Architecture                                                 | Marek Budzyński         |
| Protection du patrimoine culturel                            | Jan Jarosz              |
| Protection du patrimoine culturel à l'étranger               | Anna Sylwia Czyż        |
| Design                                                       | Aleksandra Gaca         |
| Mécène de la culture                                         | Maciej Balcerak         |
| Lauréat du prix Tomasz Merta "Entre littérature et histoire" | Rafał Ziemkiewicz       |
| Œuvre de toute une vie                                       | Roman Lasocki           |
| Œuvre de toute une vie                                       | Włodzimierz Staniewski  |